# Április 23.
Április 23. az év 113. (szökőévben 114.) napja a Gergely-naptár szerint. Az évből még 252 nap van hátra.
Névnapok: Béla + Achilles, Achillesz, Adabella, Adalbert, Adalberta, Adalbertina, Ahillész, Albert, Egon, Egyed, Fortuna, Fortunáta, Gellért, Gerhárd, Györe, György, Györk, Györke, Héla, Hélia, Hella, Ila, Ilka, Illa, Ilma, Ilon, Ilona, Ilonka, Ilus, Norma, Sándor

## Események

### Politikai események
- 997 – Prágai Szent Adalbert püspöknek, (Szent István nevelőjének) vértanúhalála.
- 1921 – Románia a Csehszlovákiával kötött szerződés révén csatlakozik a kisantanthoz.
- 1922 – Oszmán Birodalom: A Nagy Török Nemzetgyűlés megfosztja trónjától VI. Mehmed szultánt.

### Tudományos és gazdasági események
- 1960 – Tenger alatti telefonkábelt építenek ki Lengyelország és Dánia között.[1]
- 1965 – Felbocsátják az első szovjet polgári célú távközlési műholdat, a Molnyija–1-et.

### Sportesemények
Formula–1
- 1989 –  San Marinó-i Nagydíj, Imola - Győztes: Ayrton Senna  (McLaren Honda)
- 2000 –  brit nagydíj, Silverstone - Győztes: David Coulthard  (McLaren Mercedes)
- 2006 –  San Marinó-i Nagydíj, Imola - Győztes: Michael Schumacher  (Ferrari)

## Születések
- 980 – Szent Gellért itáliai származású szerzetes, Magyarország első püspöke, Szent Imre herceg nevelője, mártír († 1046)
- 1185 – II. Alfonz portugál király ragadványnevén Kövér Alfonz, Portugália harmadik királya († 1223)
- 1420 – Podjebrád György cseh király, Csehország egyetlen huszita uralkodója († 1471)
- 1500 – Alexander Ales skót teológus († 1565)
- 1516 - Georg Fabricius protestáns német költő és történész († 1571)
- 1564 – William Shakespeare angol költő, drámaíró, színész († 1616)
- 1787 – Peter Dajnko, szlovén nyelvész, író, méhész († 1873)
- 1791 – James Buchanan az Amerikai Egyesült Államok 15. elnöke, hivatalban 1857–1861-ig († 1868)
- 1801 – Hadik Ágoston magyar huszártiszt, az 1848–49-es forradalom és szabadságharc honvéd ezredese († 1873)
- 1811 – Mesterházy István honvéd ezredes, 1848-49-es hadosztályparancsnok († 1854)
- 1823 – I. Abdul-Medzsid az Oszmán Birodalom 32. szultánja († 1861)
- 1828 – I. Albert szász király († 1902)
- 1857 – Ruggero Leoncavallo olasz zeneszerző és zongorista, a Bajazzók komponistája († 1919)
- 1858 – Max Planck Nobel-díjas német fizikus, a kvantummechanika megalapítója († 1947)
- 1867 – Johannes Fibiger Nobel-díjas dán patológus, aki nevezetessé vált amiatt, hogy 1926-os orvosi Nobel-díját tévesen ítélték neki († 1928)
- 1877 – Péchy László földbirtokos, főispán, császári és királyi kamarás, országgyűlési képviselő († 1942)
- 1884 – Sarvay Elek magyar jogász, országgyűlési képviselő († ?)
- 1887 – Törzs Jenő magyar színművész († 1946)
- 1891 – Szergej Szergejevics Prokofjev orosz zeneszerző és zongoraművész († 1953)
- 1899 – Bertil Gotthard Ohlin svéd közgazdász, politikus († 1979)
- 1902 – Halldór Laxness Nobel-díjas izlandi író († 1998)
- 1907 – Borbély Samu magyar matematikus, gépészmérnök, egyetemi tanár, az MTA tagja (levelező 1946, rendes 1979) († 1984)
- 1908 – Farkas György politikus, helytörténész, országgyűlési képviselő († 1991)
- 1911 – Wanié András olimpiai bronzérmes, Európa-bajnok úszó, vízilabdázó, sportvezető († 1976)
- 1918 – Maurice Druon francia író, kultúrpolitikus, „Az elátkozott királyok” c. regénysor szerzője († 2009)
- 1925 – Rapcsányi László Kazinczy-díjas magyar újságíró, televíziós szerkesztő († 2013)
- 1926 – Janikovszky Éva Kossuth-díjas magyar író, költő († 2003)
- 1928 – Shirley Temple amerikai színésznő, énekesnő, táncosnő († 2014)
- 1931 – Petro Vasziljovics Balabujev ukrán repülőmérnök, repülőgép-tervező († 2007)
- 1932 – Gene Collins ír származású amerikai színész
- 1936 – Roy Kelton Orbison amerikai pop-énekes († 1988)
- 1937 – Don Massengale amerikai profi golfjátékos, aki mind a PGA Tour mind a Senior PGA Tour sorozatban tudott nyerni († 2007)
- 1939 – Pertis Jenő magyar zongoraművész, zeneszerző, Erkel Ferenc-díjas († 2007)
- 1940 – Éless Béla magyar színész, rendező, színházigazgató, "a színházcsináló" († 2020)
- 1942 – Faházi János asztaliteniszező
- 1949 – Gedó György olimpiai bajnok ökölvívó
- 1954 – Michael Moore Oscar-díjas amerikai rendező
- 1955 – Emőd György magyar színész, rendező († 2013)
- 1957 – Liener Márta magyar modell, énekesnő, műsorvezető, magyar nyelv- és irodalomtanár. A SUGÁR Üzletközpont háziasszonya, reklámarca volt
- 1961 – Pierluigi Martini olasz autóversenyző
- 1963 – Paul Belmondo (Paul Alexandre Belmondo) francia autóversenyző
- 1964 – Závodi Gábor Erkel Ferenc-díjas magyar zeneszerző, szövegíró, zenei producer, billentyűs
- 1968 – Ujj Mészáros Károly filmrendező, forgatókönyvíró, filmproducer
- 1970 – Urbanovits Krisztina Aase-díjas magyar színésznő
- 1971 – Török Ferenc magyar filmrendező
- 1972 – Csáky Attila (Choky Ice) magyar pornószínész
- 1977 – Csomós Éva magyar újságíró, drámaíró, műsorvezető
- 1977 – John Cena amerikai színész, pankrátor, rapper, televíziós személyiség
- 1983 – Daniela Hantuchová szlovák teniszezőnő
- 1984 – Kevin Tancharoen amerikai rendező, producer, forgatókönyvíró
- 1986 – Lipusz Norbert magyar labdarúgó
- 1988 – Victor Anichebe nigériai labdarúgó
- 1990 – Dev Patel angol színész
- 1999 – Fodor Csenge magyar válogatott kézilabdázó, többszörös BL-győztes
- 2018 – Lajos brit királyi herceg

## Halálozások
- 303 – Szent György római katona és keresztény vértanú (* 275)
- 997 – Prágai Szent Adalbert püspök, (Szent István nevelője) (* 957)
- 1014 – Brian Boru ír főkirály életét veszti a clontarfi csatában (* 941 ?)
- 1217 – II. Inge norvég király (* 1185)
- 1600 – Pálffy Miklós gróf, országbíró, hadvezér, Győr 1598-as visszavívója (* 1552)
- 1616 – Miguel de Cervantes spanyol író, a Don Quijote alkotója (* 1547)
- 1616 – William Shakespeare angol drámaíró, költő (* 1564)
- 1819 – Alexander C. Hanson amerikai politikus, szenátor (* 1786)
- 1832 – Alexandre Henri Gabriel de Cassini francia botanikus (* 1781)
- 1947 – Károlyi Gyula politikus, a Magyar Királyság miniszterelnöke (* 1871)
- 1950 – Peter Monkhouse brit autóversenyző (* 1912)
- 1971 – Dempsey Wilson amerikai autóversenyző (* 1927)
- 1974 – Uhlyárik Jenő olimpiai ezüstérmes vívó, sportvezető, honvédtiszt (* 1893)
- 1976 – Brüklerné Buday Ella magyar mesterszakácsnő, gasztronómiai író és üzletasszony (* 1892)
- 1981 – Zelk Zoltán kétszeres Kossuth-díjas magyar költő (* 1906)
- 1989 – Hódos Imre olimpiai bajnok birkózó (* 1928)
- 1995 – Kőszegi Imre magyar író, műfordító, újságíró (* 1903)
- 2002 – Simon Tibor válogatott magyar labdarúgó (* 1965)
- 2007 – Borisz Nyikolajevics Jelcin Oroszország első elnöke (* 1931)
- 2015 – Holbay László csehszlovákiai magyar pedagógus, író, költő (* 1923)
- 2014 – Fekete Tibor Jászai Mari- és Aase-díjas magyar színművész (* 1927)
- 2017 – Földi Imre olimpiai bajnok magyar súlyemelő, a nemzet sportolója (* 1938)
- 2018 – Magyari Béla magyar űrhajós, a Szojuz–36 űrhajó tartalékszemélyzetének tagja (* 1949)
- 2023 – Cs. Németh Lajos Aase-díjas magyar színész, szinkronszínész (* 1940)
- 2025 – Szűcs Márta Liszt Ferenc-díjas magyar opera-énekesnő (* 1952)

## Nemzeti ünnepek, emléknapok, világnapok
- Az angol nyelv napja
- A könyv és a szerzői jogok világnapja (UNESCO)
- Anglia nemzeti napja: Szent György napja